# Giorgio Peretti
Giorgio Peretti (* 10. April 1981 in Villafranca di Verona) ist ein italienischer Fußballschiedsrichterassistent.
Peretti ist seit der Saison 2012/13 Schiedsrichterassistent in der Serie B und in der Serie A. Bisher war er bereits bei über 95 bzw. 145 Ligaspielen im Einsatz. 
Seit 2019 steht er auf der Liste der FIFA-Schiedsrichter und ist bei internationalen Fußballspielen im Einsatz.
In der Saison 2018/19 war Peretti erstmals bei einem Spiel in der Europa League, in der Saison 2019/20 erstmals bei einem Spiel in der Champions League im Einsatz.
Im April 2024 wurde Peretti zusammen mit Filippo Meli als Schiedsrichterassistent von Marco Guida für die Europameisterschaft 2024 in Deutschland nominiert.